# Kugellaufuhr

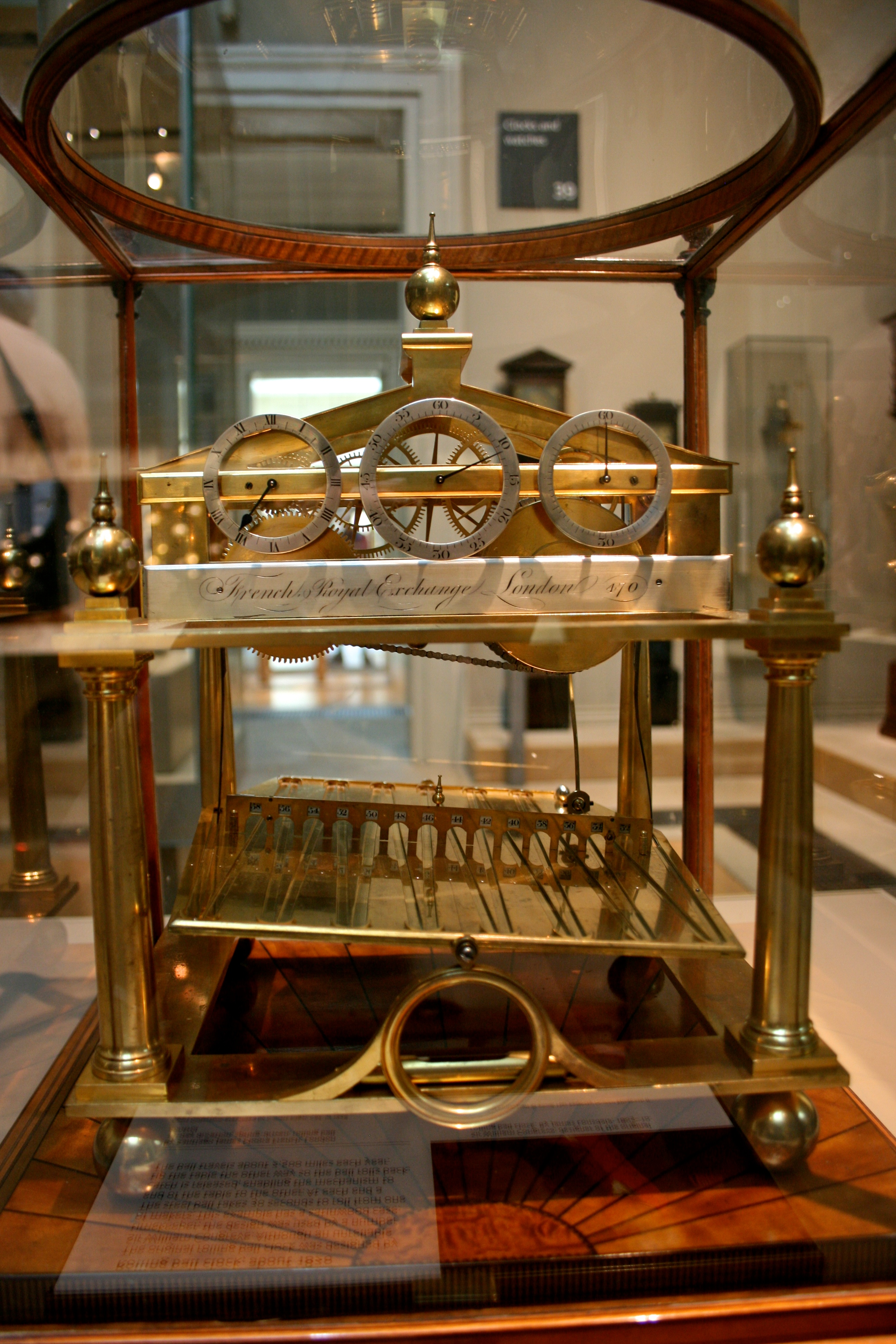
Kugellaufuhr im Britischen Museum in London

Die Kugellaufuhr gehört zu den Tischuhren und wurde im 16. Jahrhundert von Margraf und Grollier de Serriere erfunden.

## Technik
Bei der Kugellaufuhr laufen eine oder mehrere Kugeln über eine schiefe Rinne von oben nach unten, was als Antrieb genutzt wird oder lediglich der Optik dient. Da wo sich bei anderen Tischuhren die durch das Pendel regulierte Hemmung befindet, wird bei dieser Art Uhr eine Kugel in einem genau festgelegten Zeitraum in Bewegung gesetzt. Die Kugel rollt in einer Schiene entlang und setzt, unten angekommen, einen Mechanismus in Gang, der sie mittels einer Hebevorrichtung an ihren Ausgangspunkt zurückbringt. Nachdem die Kugel an ihren Ausgangspunkt zurückgebracht worden ist, wiederholt sich ihr Ablauf im Takt des eingestellten Zeitintervalls.  
Die Laufrinnen der Kugeln um die Uhr sind verschieden gestaltet. Sie können gerade, diagonal oder spiralförmig um das Gehäuse herum angeordnet sein.